# خورشیدگرفتگی ۱ ژانویه ۱۸۸۹
خورشیدگرفتگی ۱ ژانویه ۱۸۸۹ (به انگلیسی: Solar eclipse of 1 January 1889) یک خورشیدگرفتگی از نوع خورشیدگرفتگی کلی بود. این خورشیدگرفتگی در تاریخ ۱ ژانویه ۱۸۸۹(۱۲ دی ۱۲۶۷) روی داد که زمان اوج آن، ساعت ۲۱:۱۶:۵۰ به‌وقت ساعت هماهنگ جهانی بوده‌است. مدت‌زمان و طول این خورشیدگرفتگی ۰۲ دقیقه و ۱۷ ثانیه بود.